# Markarian 279
 (juillet 2023).
Améliorez-le ou discutez des points à vérifier. 
Markarian 279 ou Mrk 279 est une galaxie spirale de type Syfert 1 qui situe dans la constellation du Dragon à 421.371.861 années-lumière de nous,.

## Caractéristiques
Markarian 279 est une galaxie de type Syfert 1 principalement émettrice dans le domaine des rayons X et ultraviolets mais aussi les rayons gamma.
Markarian 279 possède une intense activité centrale, l'objet émetteur est un quasar actif d'une masse de 41 700 000 masses solaires.
Le quasar central possède un spectre majeur de rayons X et ultraviolet, cette émission de rayons X et ultraviolets provient de gaz très ionisés du disque d'accrétion du quasar central.
Une étude en 1990 sur la très grande raie d'émission de Markarian 279 (7 longueurs d'onde) grâce au radio satellite Chandra conclut que principalement deux types de gaz (hydrogène et hélium) très distincts seraient les émetteurs de rayons X, UV et gamma.
Le quasar central de Mrk 279 a un cycle de corrélation de ses jets : lors de la corrélation des jets les rayons très énergétiques se corrèlent en un jets qui double la zone d'émission de 1 à 10 jours-lumière jusqu'à 1 mois-lumière pour les plus grosses corrélations.
Une étude avec le standard broad-band VRI photometry relève qu'un deuxième objet non émetteur (ou très peu) semble interagir avec le disque d'accrétion ce qui ferait passer Mrk 279 du statut de galaxie de Seyfert de type 1 à un objet central à une galaxie de Seyfert de type 1 avec un objet Bl Lacertae central, donc Mrk serait une galaxie dite BLR ;
Le disque d'accrétion aurait une distance de 8 jours-lumière à 17 jours-lumière,,,,.